# Empria sexpunctata
Empria sexpunctata är en stekelart som först beskrevs av Audinet-serville 1823.  Empria sexpunctata ingår i släktet Empria, och familjen bladsteklar. Arten är reproducerande i Sverige.